# Septoria matricariae
Septoria matricariae är en svampart som beskrevs av Syd. 1921. Septoria matricariae ingår i släktet Septoria och familjen Mycosphaerellaceae.   Inga underarter finns listade i Catalogue of Life.